# Minucia cantiana
Minucia cantiana là một loài bướm đêm trong họ Erebidae.